# Santa Maria de Arnoso
Santa Maria de Arnoso ist ein Ort und eine ehemalige Gemeinde (Freguesia) im Norden Portugals.
Santa Maria de Arnoso gehört zum Kreis Vila Nova de Famalicão im Distrikt Braga. Die Gemeinde hatte eine Fläche von 4 km² und 2003 Einwohner (Stand 30. Juni 2011).
Am 29. September 2013 wurden die Gemeinden Arnoso (Santa Maria), Arnoso (Santa Eulália) und Sezures zur neuen Gemeinde União das Freguesias de Arnoso (Santa Maria e Santa Eulália) e Sezures zusammengeschlossen. Arnoso (Santa Maria) ist Sitz dieser neu gebildeten Gemeinde.